# Scapulaseius labis
Scapulaseius labis är en spindeldjursart som först beskrevs av Corpuz-Raros och Rimando 1966.  Scapulaseius labis ingår i släktet Scapulaseius och familjen Phytoseiidae. Inga underarter finns listade i Catalogue of Life.